# Biluhivka, Karlivka
Biluhivka (în ucraineană Білухівка) este localitatea de reședință a comunei Biluhivka din raionul Karlivka, regiunea Poltava, Ucraina.

## Demografie
Componența lingvistică a localității Biluhivka
     Ucraineană (96,68%)
     Rusă (2,01%)
     Alte limbi (0,7%)
Conform recensământului din 2001, majoritatea populației localității Biluhivka era vorbitoare de ucraineană (96,68%), existând în minoritate și vorbitori de rusă (2,01%).